# クリスティアン・アルブレヒト大学キール
クリスティアン・アルブレヒト大学キール（ドイツ語：Christian-Albrechts-Universität zu Kiel、略称：CAU、キール大学）は、ドイツシュレースヴィヒ＝ホルシュタイン州キールにある大学。1665年にシュレースヴィヒ＝ホルシュタイン＝ゴットルプ公クリスチャン・アルブレクトによって Academia Holsatorum Chiloniensis として創設された。
キール大学の卒業生や教員など大学関係者から、ノーベル賞受賞者をこれまで12名輩出した。

## 歴史
1665年にシュレースヴィヒ＝ホルシュタイン＝ゴットルプ公クリスティアン・アルブレヒトによって、1665年10月5日に「クリスティアン・アルブレヒト」の名のもとキール大学は設立された。キール市の住民は当初は入学してくる生徒を「穀潰しの飲んだくれで、ろくでもない人間」ではないのかと懐疑的であった。しかし、市内の大学の経済的利点を念頭に置いていた市民が勝利し、キール大学は神聖ローマ帝国ドイツ地方の最北端の大学となった。
キールがデンマークの支配下に入った1773年以降、大学は繁栄し始め、キールが1867年にプロイセンの支配下になった時、大学は急速に規模が拡大した。大学はドイツで最初の植物園（現在は、キール旧植物園）を開設し、建築家マルティン・グロピウスは増加する学生に必要な新しい学舎を数多く設計した。
1933年にナチ党の強制的同一化政策に従った最初の大学の一つであり、大学から哲学・社会学教授フェルディナント・テンニースや西洋古典学・文献学教授フェーリクス・ヤコービなど、多くの教授や学生を排除することに同意した。第二次世界大戦中にはキール大学は甚大な被害を受けたため、医学部をはじめとする古い建築物のうち、幾つかは別の場所に再建した。

## 組織

### 学部
- 神学部
- 法学部
- 社会科学・経済学・経営学部
- 薬学部
- 医学部
- 人文科学・芸術学部
- 数学・自然科学部
- 栄養学・農学部
- 工学部

### 研究所
- ドイツ=ノルウェー研究センター（Deutsch-Norwegisches Studienzentrum、DNSZ）
- 統合神経科学研究センター（Forschungszentrum Integrative Neurowissenschaften、FZIN）
- キール＝ヘルムホルツ海洋研究センター（Helmholtz-Zentrum für Ozeanforschung Kiel）
- 安全保障政策研究所（Institut für Sicherheitspolitik、ISPK）
- 世界経済研究所（Institut für Weltwirtschaft）
- ライプニッツ科学教育・数学研究所（Leibniz-Institut für die Pädagogik der Naturwissenschaften und Mathematik、IPN）
- ローレンツ＝フォン＝シュタイン行政学研究所（Lorenz-von-Stein-Institut für Verwaltungswissenschaften）
- アジア・アフリカ研究センター（Zentrum für asiatische und afrikanische Studien、ZAAS）
- 生化学・分子生物学センター（Zentrum für Biochemie und Molekularbiologie、ZBM）
- 倫理学センター（Zentrum für Ethik）
- 重要スキル資格センター（ZFS）
- 解剖学研究所臨床解剖学センター
- 教師教育センター（ZFL）
- 分子生物科学センター（ZMB）
- 北米研究センター（ZNAS）
- 東欧研究センター（ZOS）

## 人物

### 卒業生
See also en:Category:University of Kiel alumni
- ゲルハルト・ドーマク - 1947年ノーベル生理学・医学賞
- ヴァルター・ヘス -1949年ノーベル生理学・医学賞
- フランツ・ボアズ - 人類学者
- ゲルハルト・シュトルテンベルク - ドイツの教育科学大臣などを歴任した政治家
- ペール・シュタインブリュック - ドイツの財務相を務めた政治家
- オズヴァルト・ポール - 親衛隊大将
- テオドール・シュトルム
- リヒャルト・ゾルゲ
- クラウス・フックス
- ダニエル・ポーリー

### 教員
See also en:Category:University of Kiel faculty
Category:クリスティアン・アルブレヒト大学キールの教員も参照
- テオドール・モムゼン - 1902年ノーベル文学賞
- フィリップ・レーナルト - 1905年ノーベル物理学賞
- マックス・プランク - 1918年ノーベル物理学賞
- オットー・マイヤーホフ - 1922年ノーベル生理学・医学賞
- クルト・アルダー - 1950年ノーベル化学賞
- オットー・ディールス - 1950年ノーベル化学賞
- ヴォルフガング・パウル - 1989年ノーベル物理学賞
- ギュンター・ブローベル - 1999年ノーベル生理学・医学賞
- ヨッヘン・ブライケン - 古代史教授
- フリードリヒ・ブルーメ - 音楽学教授
- パウル・ドイセン - 教授
- ヴィルヘルム・ディルタイ - 教授
- ヨハン・グスタフ・ドロイゼン - 教授
- アンゼルム・フォイエルバッハ -刑法学者
- ハンス・ガイガー - 物理学教授
- ハインリヒ・ヘルツ - 物理学教授
- モジブ・ラティフ - 教授
- ハインリヒ・フォン・トライチュケ

#### 非常勤教員
- エドゥアルト・ブフナー - 1907年ノーベル化学賞
- ワシリー・レオンチェフ - 1973年ノーベル経済学賞